# Neumáticos de Avanzada
Neumáticos de Avanzada S.A., conocida también por sus siglas NA, es una empresa argentina, fabricante y proveedora de neumáticos de competición de alto rendimiento. Fue fundada a fines de la década del '80 por el expiloto de Turismo Carretera, José Manuel Faraoni (h), quien dirigió la misma hasta unos años antes de su fallecimiento ocurrido en 2011.
Esta empresa está caracterizada por ser proveedora de cauchos para competencias de automovilismo de velocidad de la República Argentina además de exportar sus productos a países como Brasil, México y Venezuela. Es la primera fábrica nacional de cauchos de competición de la Argentina. En la actualidad, esta empresa es proveedora de neumáticos para las categorías Turismo Carretera y Turismo Nacional.

## Historia
Neumáticos de Avanzada S.A. nació en el año 1987 como una respuesta a la necesidad de provisión de insumos nacionales para el automovilismo argentino. La creciente demanda de la actividad provocaba que la provisión de material rodante, en su mayoría de origen extranjero, no fuera suficiente para cubrir la exigencia que comenzaba a plantear la actividad, teniendo en cuenta el vertiginoso avance que comenzaban a experimentar a partir de ese período, las principales categorías argentinas de automovilismo.
Fue así que por iniciativa del expiloto de Turismo Carretera José Manuel Faraoni (h) comenzó la producción de estos compuestos neumáticos a partir del año 1987. Fue entonces que a partir de la aprobación y homologación de sus productos, Neumáticos de Avanzada comenzó paulatinamente a acaparar el mercado con su producto NA-Carrera, reemplazando en la provisión de insumos a empresas reconocidas, como el caso de la francesa Michelin en el Turismo Carretera.
En la actualidad, la participación de NA en el mercado automotor argentino está destinada exclusivamente al sector de competición, teniendo una importante presencia a nivel nacional debido a su participación como proveedora de compuestos para diferentes categorías nacionales. Actualmente, se destacan como clientes de Neumáticos de Avanzada las categorías nacionales Turismo Carretera (y sus divisionales inferiores), Turismo 4000 Argentino, Turismo Nacional (en sus dos clases), Fórmula Metropolitana, GT 2000 y Fórmula 4 Nueva Generación. Asimismo, NA exporta su producto a distintos países destacándose su llegada a Ecuador, México, Uruguay, Colombia, Chile, Sudáfrica

### El producto
El principal producto de la firma lleva el nombre de NA-Carrera y sus medidas de producción son adaptables a los diferentes tipos de categorías existentes, teniendo versiones de competición para automóviles de turismo y monoplazas. Asimismo, cada tipo de neumático presenta dos estilos diferentes de compuestos, siendo estos dependientes del tipo de condición climática.
En cuanto a sus medidas, los compuestos se clasifican de la siguiente manera:
| Turismos       | Turismos         | Monoplazas    | Monoplazas     |
| Piso seco      | Piso húmedo      | Piso seco     | Piso húmedo    |
| -------------- | ---------------- | ------------- | -------------- |
| 19.5 x 6 x 13  | 19.5 x 7 x 13    | 19.5 x 6 x 13 | 19.5 x 7 x 13  |
| 19.5 x 7 x 13  | 19.5 x 8 x 13    | 19.5 x 7 x 13 | 19.5 x 8 x 13  |
| 19.5 x 8 x 13  | 21 x 8 x 13      | 19.5 x 8 x 13 | 21 x 8 x 13    |
| 19.5 x 10 x 13 | 21 x 10 x 13     | 21 x 8 x 13   | 21 x 10 x 13   |
| 23.5 x 13 x 13 | 21 x 8 x 14      | 21 x 10 x 13  | 21.5 x 8 x 14  |
| 21.5 x 7 x 14  | 21 x 10 x 14     | 21.5 x 7 x 14 | 21.5 x 10 x 14 |
| 21.5 x 8 x 14  | 21 x 8 x 15      | 21.5 x 8 x 14 |                |
| 21 x 9 x 14    | 23 x 8 x 15      | 22 x 10 x 14  |                |
| 22 x 10 x 14   | 21 x 10 x 15     |               |                |
| 22.5 x 7 x 15  | 24.4 x 10 x 15   |               |                |
| 22.5 x 8 x 15  | 24 x 4 x 10 x 16 |               |                |
| 22.5 x 9 x 15  | 26 x 10 x 16     |               |                |
| 23 x 7 x 15    | 26.3 x 10 x 18   |               |                |
| 23 x 8 x 15    | 26.3 x 8 x 18    |               |                |
| 23 x 9 x 15    |                  |               |                |
| 23.5 x 9 x 15  |                  |               |                |
| 25 x 11 x 15   |                  |               |                |
| 24 x 7 x 16    |                  |               |                |
| 24 x 8 x 16    |                  |               |                |
| 24 x 9 x 16    |                  |               |                |
| 24 x 10 x 16   |                  |               |                |
| 25 x 10 x 16   |                  |               |                |
| 25 x 11 x 16   |                  |               |                |
| 26 x 11.5 x 16 |                  |               |                |
| 26 x 14 x 16   |                  |               |                |
| 24 x 7 x 17    |                  |               |                |
| 24 x 8 x 17    |                  |               |                |
| 24 x 10 x 17   |                  |               |                |
| 26.3 x 8 x 18  |                  |               |                |
| 26.3 x 10 x 18 |                  |               |                |
| 26.3 x 12 x 18 |                  |               |                |

- [3]